# 佩皮尼昂—菲格拉斯高速铁路
佩皮尼昂—菲格拉斯高速鐵路（法語：Ligne de Perpignan à Figueras）是一條位於法國至西班牙之間的國際高鐵路線。路線連接雙方的城市，分別為於法國佩皮尼昂及西班牙的菲格拉斯。路線全長44.4公里，通過8.3公里的佩爾蒂隧道。其於2010年12月19日開通TGV服務來往巴黎經佩皮尼昂至菲格拉斯，貨運服務於同年12月21日開通。

## 歷史

### 年表
- 2009年2月17日：國際路段開通，但沒有列車服務。
- 2010年12月19日：位於菲格拉斯的車站啟用，TGV列車開始使用此線。
- 2010年12月21日：開通貨運服務。
- 2011年1月27日：此線正式開通營運。
- 2013年1月7日：馬德里－巴塞隆拿高速鐵路通車至菲格拉斯，TGV及AVE直通法國及西班牙的列車服務開通。